# Antillia

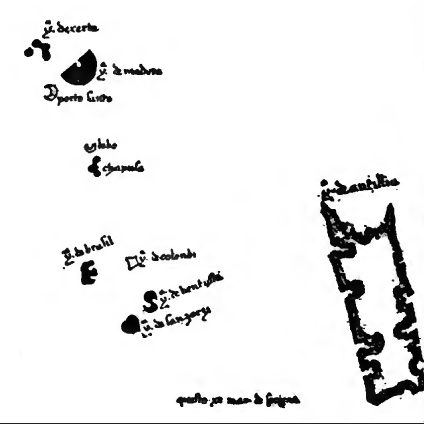
Carte d'Andea Bianco, 1436. Antillia à droite.

Pour le gratte-ciel de Bombay, voir Antilia (immeuble).
L'île d'Antillia ou Antilia est une île fantôme de l'océan Atlantique, prétendument située à l'ouest du Portugal. Elle est aussi connue sous le nom d'île des Sept Cités, Sept Cités, ilha das Sete Cidades (en portugais), Septe Cidades, Sanbrandan (ou Saint-Brendan).

## Étymologie
L'étymologie d'Antilia est incertaine. On l'a rapprochée d'Atlantis, elle pourrait être dérivée du latin anterior (c'est-à-dire que c'est l'île qui se trouve avant Cipangu, autre nom du Japon), ou de l'arabe Jezirat al Tennyn (île du Dragon).
Le professeur Armando Cortesão (1891-1977), spécialiste portugais de cartographie, fait remarquer que le nom Antilia est composé de deux mots portugais, anti-ante (avant) et illa, une forme archaïque du portugais ilha (île), qui pourrait éventuellement signifier « l'île avant » c'est-à-dire à l'avant de l'Europe, et située avant le continent ou juste à l'ouest qui était supposé être l'Asie.
Elle a inspiré le nom des Antilles.

## Cartes marines anciennes

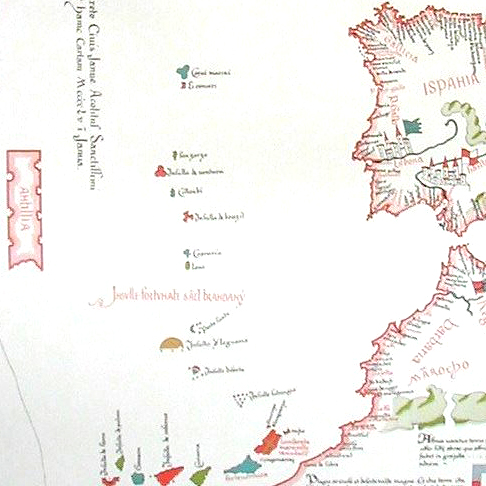
Carte de Bartolomeo Pareto, 1455, Antillia à gauche.

Jean-Antoine Letronne dans une série d'articles, sur le livre de Alexandre de Humboldt Examen critique de l'histoire de la géographie du Nouveau continent et des progrès de l'astronomie nautique aux XVe et XVIe siècles, indique dans Journal des savants de l'Institut de France, que le terme Antillia apparaît sur les cartes marines et mappemondes après le XIVe siècle. L'île d'Antilia est indiquée notamment sur le globe de Martin Behaim (1491-1493), sur la carte de Paolo Toscanelli (1468), ainsi que sur l'Atlas d'Andrea Bianco (1436).
La carte marine de Pizzigano (1424) indique également une île de couleur rouge nommée « Antilia ».

## Antilia et l'île des Sept cités
En 743, sept prêtres et leurs fidèles auraient embarqué à bord de plusieurs navires pour fuir l'invasion maure lors de la conquête arabe de la péninsule ibérique. 
Légende ou récit historique, le roi du Portugal Alphonse V, missionne une expédition en 1475 sous la conduite du capitaine Fernão Teles pour retrouver cette île. En 1486, son successeur le roi Jean II missionne à son tour une expédition sous la conduite du capitaine  Ferdinand van Olm, un Flamand qui s'était installé aux Açores et  connu sous le nom de Fernão Dulmo. Il partit de Lisbonne en 1487 mais ne revint jamais.

## Antilia, une fraternité germanique
Une des plus connues des fraternités germaniques portait le nom d'Antilia, inspirée par Johann Valentin Andreae. Elle a été réunie à l'initiative d'un professeur de Rostock dans les années 1620 avec des étudiants pour développer en eux un idéal utopique. Ils souhaitaient établir une communauté chrétienne financée grâce à leur avance technologique et leurs productions mécaniques, et même envisagé une implantation en Amérique. Un groupe portant le même nom est apparu à le fin des années 1650. L'impulsion initiale a été donnée par Heinrich Hein (vers 1590-1666) et s'est développée par Johann Abraham Pömer (ou Poemer) (1604-1687). En l'absence de Hein, des patriciens de Nuremberg sont devenus les principaux soutiens à la fondation d'une société qu'ils ont appelé Antilia. Ce groupe était en relation épistolaire avec Johann Valentin Andreae, Comenius, Samuel Hartlib, John Dury et d'autres.
Le nom d'Antilia vient de celui d'une île perdue dans l'océan Atlantique que des marins déclaraient avoir vue mais sans pouvoir la localiser. Antilia est décrite par David Riccius à Samuel Hartlib au cours d'une visite en 1639 comme « une certaine île clairement discernable au loin mais qui disparaît quand on s'approche ».
Le nom peut aussi faire référence à la légende de l'archevêque de Porto et de six évêques fuyant des envahisseurs maures au VIIIe siècle et se réfugiant sur une île qu'ils ont nommée Ilha das Sete Cidades. Des navigateurs portugais explorant l'océan Atlantique ont découvert une île plein sud des Açores qu'ils ont supposé être l'Ilha das Sete Cidades et appelée Antilha, peut-être à partir de ante ilha. Elle est reportée pour la première fois sur une carte nautique par le cartographe vénitien Zuane Pizzigano, en 1424, sous le nom Antilia, à l'ouest des Açores, montrant que les marins portugais étaient déjà arrivés à proximité de l'Amérique. L'île est représentée l'année suivante dans un portulan se trouvant dans la bibliothèque de Weimar. Elle l'est de nouveau dans une carte préparée par le vénitien Andrea Bianco, en 1436.
Johann Abraham Pömer a probablement connu le nom d'Antilia par sa représentation sur le Globe de Martin Behaim réalisé en 1492, avant la découverte de l'Amérique, où Antilia est représentée au-dessous du tropique du Cancer, à 46 degrés à l'est du Japon qui se trouvait au conseil de ville de Nuremberg, où il vivait. En 1507, Johann Ruysch a publié Universalior Cogniti Orbis Tabula ex recentibus confecta observationibus dans une édition du livre Géographie de Ptolémée. L'île d'Antilia apparaît dans la plupart des cartes du XVIe siècle. Antilhas en portugais et Antilles en français, est un nom donné à l'ensemble des îles entre la mer des Caraïbes et l'océan Atlantique.

## Ressemblance géographique

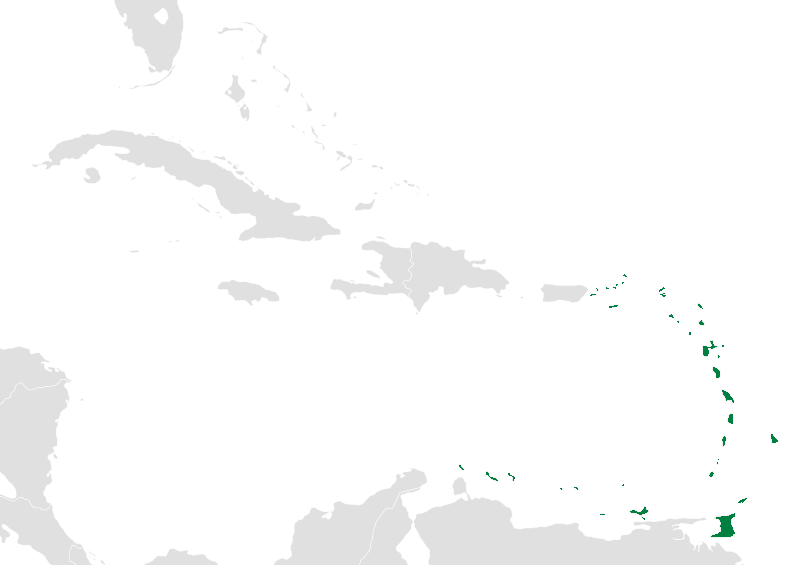
Ressemblance avec les îles citées, Antilles orientales.

L'une des particularités avec les anciennes cartes maritimes est la « non proximité » de ces îles et donc, la valeur peu scrupuleuse des indications de localisation maritimes de ces îles.
On peut largement distinguer des similitudes avec l'emplacement actuel des îles antillaises et d'Antillia.